# Handley Page V/1500
Le Handley Page V/1500 était un bombardier lourd de nuit britannique construit par Handley Page vers la fin de la Première Guerre mondiale. C'était un grand biplan quadrimoteur, qui ressemblait à une version agrandie des précédents bombardiers Handley Page O/100 et O/400, destiné à bombarder Berlin à partir d'aérodromes de l'Est-Anglie.

## Développement et la conception

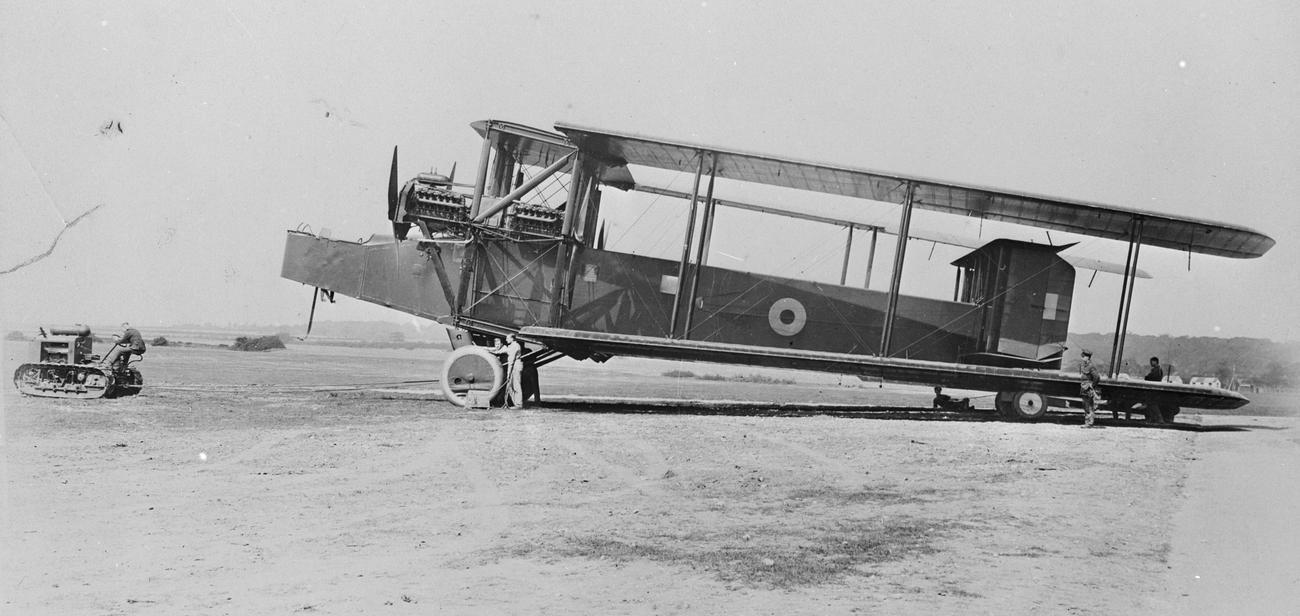
Handley Page V/1500 avec ailes repliées

Le V/1500 a été produit en réponse à une demande du British Board Air de 1917 d'un grand bombardier de nuit pour des missions en Allemagne plus lointaines que le Handley Page O/100 récemment entré en service, emportant 1 400 kg de bombes. Cela impliquait la possibilité de bombarder Berlin à partir des bases de l'Est-Anglie.
Alors que le V/1500 avait un fuselage semblable à celui du O/400, il avait une envergure plus grande, à ailes quatre baies biplan et était alimenté par quatre moteurs Rolls-Royce Eagle VIII de 375 ch (280 kW) montés dans deux nacelles, avec deux moteurs en traction de manière classique et deux propulsifs. La construction était en bois et toile. Une caractéristique de conception relativement nouvelle était la position du tireur à l'extrême arrière du fuselage, entre les quatre ailettes.
En raison de la charge de travail à l'usine Handley Page de Cricklewood, et pour assurer la sécurité, le premier prototype a été construit par Harland and Wolff à Belfast, Irlande du Nord, et assemblé à Cricklewood. Le premier vol a eu lieu le 22 mai 1918. Les commandes ont été passées avec un certain nombre d'entreprises (y compris Harland and Wolff, Beardmore, Handley Page, Grahame-White (en) et Alliance Aircraft pour un total de 210 appareils, bien que seulement 40 avions ont été achevés, avec 22 autres produits comme pièces de rechange.

## Service
Trois avions ont été livrés au No. 166 Squadron (en) basé à RAF Bircham Newton (Norfolk) en octobre 1918. Le commandant de l'escadron n'a pas obtenu d'ordres clairs pour sa mission jusqu'au 8 novembre, en raison d'un débat à un haut niveau. Une mission avait été prévue cette nuit là (bombarder Berlin, voler sur Prague où les forces austro-hongroises se seraient rendues d'ici là, faire le plein, réarmer, et bombarder Düsseldorf sur le chemin du retour). Aucune mission n'a été effectuée - un expert technique avait insisté pour que tous les moteurs sur un avion soient changés. La même chose est arrivée le lendemain (mais sur un avion différent). Les trois avions étaient sur le point de rouler après la deuxième série de changements de moteurs lorsqu'un membre du personnel au sol, tout excité, a couru les arrêter : l'armistice venait d'être signé.
Un des avions du lot d'origine (J1936, Old Carthusian) a enregistré deux « premières » importantes : Le 13 décembre 1918, le bombardier, piloté par le Major A.C.S Maclaren et capitaine Robert Halley, accompagné du général de brigade N.D.K McEwan, a fait le premier vol reliant l'Angleterre à l'Inde. Il décolla de Grande-Bretagne et vola via Rome, Malte, Le Caire et Bagdad, pour finalement atteindre Karachi le 15 janvier 1919.
Le même avion a joué un rôle essentiel dans la fin de la troisième guerre anglo-afghane. Le 25 mai 1919, parti de Risalpur, piloté par le capitaine Halley et avec le Lt E. Villiers en qualité d'observateur, le V/1500 a atteint Kaboul en trois heures. De sa charge utile de quatre bombes de 51 kg sur des supports de bombes improvisées empruntés des BE2c et 16 bombes de 10 kg transportées dans le fuselage et lancées à la main, quatre bombes ont frappé le palais royal. Bien que le bombardement ait fait peu de dégâts physiques, il a eu un grand impact psychologique sur les citoyens - les dames du harem royal se sont précipitées terrorisées dans les rues, provoquant un grand scandale. Quelques jours plus tard, le roi Amanullah a demandé la paix, mettant fin à la guerre, après moins d'un mois d'hostilités.
Le Handley Page V/1500 Atlantic a été transporté à Terre-Neuve début 1919 pour tenter le premier vol transatlantique non-stop. Cependant, le prix a été remporté par Alcock et Brown sur un Vickers Vimy en juin 1919. L'équipage est parti pour New York, mais a été forcé à atterrir à Parrsboro, Nouvelle-Écosse, le 5 juillet 1919, où il a été réparé au cours de l'été. L'Atlantic a continué vers New York, le 9 octobre 1919 emportant le premier courrier par avion du Canada aux États-Unis d'Amérique.
La production finale du V/1500 a totalisé 60 avions. Ils ont finalement été remplacés en service par le Vickers Vimy. Le J1936 a terminé sa vie consommé par les termites[réf. nécessaire].

### Aéronefs comparables
- Handley Page Type O